# Піют
Піют (івр. פיוט, від дав.гр: ποιητής тр: поієтес, знач: поет) — юдейський віршований молитовний гімн (релігійна поезія, літургія), сформований в I ст.н.е., що прославляє Всевишнього. Дуже схожий на арабську любовну лірику, але це лірика, присвячена любові і возвеличенню Бога. Спочатку він мав бути альтернативною формою поезії для молитов, замість стандартної форми, як правило, на особливі дні (Шабат та свята), а також у будні та святкові дні.
Сліхот (молитви про покаяння) — гарний приклад стародавньої єврейської релігійної поезії — піют, де автор звертається до Всевишнього з чистим серцем, сповнений поваги, любові та надії як до Великого милосердного Володаря.

## Історія
Вавилонський полон як велике горе нації стримував розвиток музичного мистецтва на деякий час, оскільки не можна було співати та святкувати, коли трапилося таке страшне лихо. «На вербах ... повісили ми свої арфи ... Як нам співати пісню Господню на землі чужій?..» (5,136:2-5) Таким чином, місце музики зайняли дозволені молитви, а згодом виник новий музично-поетичний жанр, що дістав назву «піют», який у другій половині І тис. н.е. швидко набув поширення. Насамперед до жанру піюта належать гімни релігійного змісту. «Сукупність піютів, а також манеру їх інтерпретації називали пайтанут, а творця — пайтан». «Золотим століттям» називають розквіт єврейської культури в арабо-мусульманській Іспанії за часів Середньовіччя. Юдеї не гребували використовувати для виконання піютів та змірот (співів) арабських, а згодом і романських мелодій та наспівів. Життя євреїв у середньовічних християнських країнах було іншим, порівняно з країнами мусульманськими. Але, незважаючи на національно-культурну замкненість, в історії трапляються згадки про євреїв — трубадурів, шпільманів, труверів, яких шанували за майстерність. Тому вони проводили свої виступи не тільки для простого люду, але й для вельмишановних осіб. Такі народні актори успадкували багато чого від європейської народної музики того часу і сприяли впровадженню нових елементів у релігійну і світську музику євреїв діаспори.

## Караїмські піюти
Суботня (Шабатня) ранкова молитва, піют на новомісяччя, що припадає на суботу. Її уклав р. Агарон бен Йосеф га-Рофе (1260-1320), видатний караїмський газзан, віровчитель, філософ, поет, мандрівник. Він народився й провів дитинство й молодість у м. Солхат (нині Ескі Кирим, Старий Крим), згодом переїхав до Константинополя. Серед його творів найбільш відомим є Сефер га-Мівхар – докладний коментар до Тори, написаний вишуканою мовою.
|                               | ובשבת וראש חדש תאמר זה של הרב זצ”ל : אחדו יחדו גוי אחד : האל הנקרא בשם אחד : ראשון בלי ראשית \| ובלי אחדות אחד : נשגב באשורים וספורים \| לעצם מיוחד : בו אין קדמות \| ולו אין כחד : נמצא בלי שנוי וכנוי והוא באחד : ישרו תאריו במחלקותם \| לכל חד וחד : ושם עולם בסוד נעלם \| ולפניו אין עולה ומקח שחד : סוד קדושיו מעריצים לו \| באימה ופחד : פיכם אכם מלאו שכח \| להודות לאל אחד : אחד אלהינו \| |
| — р. Агарон бен Йосеф га-Рофе | |

Приблизний переклад цитати:
У Шабат та Рош га-Шана ви скажете це про рабина Зт”л:
Об’єднайтеся разом, одна нація: Бог, якого називають одним ім’ям: Перший без початку | І без єдності, один: піднесений в ассирійцях та суфіях | До особливої сутності: У Ньому немає початку | І до Нього немає подоби: Він знаходиться без зміни та імені, і Він в одному: Його титули правдиві у своєму поділенні | До кожного окремого: І є світ у таємниці, що зникла | І перед Ним немає ні жертви, ні приношення: Таємниця Його святих поклоняється Йому | У жаху та страху: Ваші уста повні, забудьте | Дякувати єдиному Богу: Один наш Бог.

## Сучасний Ізраїль
З ініціативи музичної інспекції Міністерством освіти запропонована програма навчання співу в єврейських релігійних школах, зміст якої ґрунтується на компіляції піют (Pyiut) – єврейської літургійної поезії і пісні. Основний підхід програми розглядає піют як важливу складову єврейської культури. Програма відображає сутність єврейського мультикультурного суспільства в Ізраїлі, його акцент робиться на музичному аспекті пійют у рамках етномузикологічного та мультидисциплінарного підходу (Israel Ministry of Education Al hatochnit Shirim veShorashim, 2019)

## Світська Культура
«Yedid nefesh» — єврейський піют (жанр літургійної поезії), молитва, яку починали співати у надвечір’я п’ятниці, аби вітати Шабат. Цю пісню записала Кароліна Ціха, співачка, яка мешкає на сході Польщі. У її репертуарі пісні різних жанрі та на різних мовах. Так вона хоче показати культурне різноманіття свого регіону і будувати єдність.